# Галерея Гросвенор

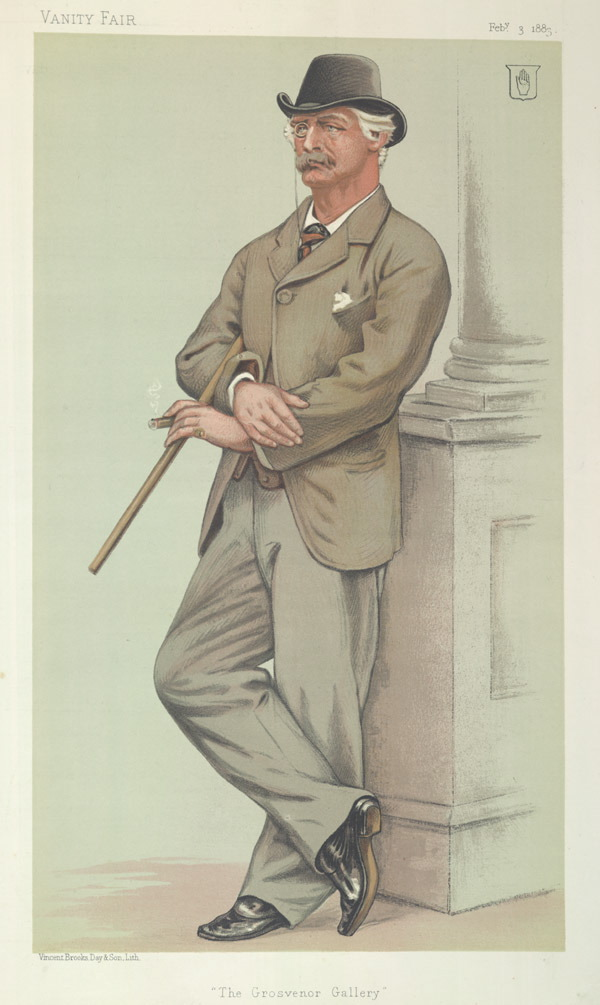
Ліндсей Кутс — засновник Галереї

Галерея Гросвенор (англ. Grosvenor Gallery) — картинна галерея сучасного мистецтва в Лондоні. Заснована 1877 року сером Ліндсеєм Кутсом і його дружиною Бланш.

## Історія створення і фундатори
Існування Галереї виявилося вирішальним в естетичному русі Великої Британії, оскільки вона забезпечувала місце для тих художників, чиї підходи не відповідали більш класичним і консервативним вимогам Королівської академії мистецтв (наприклад для Едварда Берн-Джонса і Волтера Крейна).
Ліндсей Кутс одружився з пані Бланш, яка належала до роду Ротшильдів. Галерею заснували на її гроші. На створення галереї вплинули також ті обставини, що обидва фундатори — художники-аматори.
Конфлікти в родині засновників та фінансові негаразди сприяли відходу Ліндсея Кутса від управлінням галереї . Після розлучення, пані Бланш стала одноосібною власницею галереї.

## Вибрані фотографії

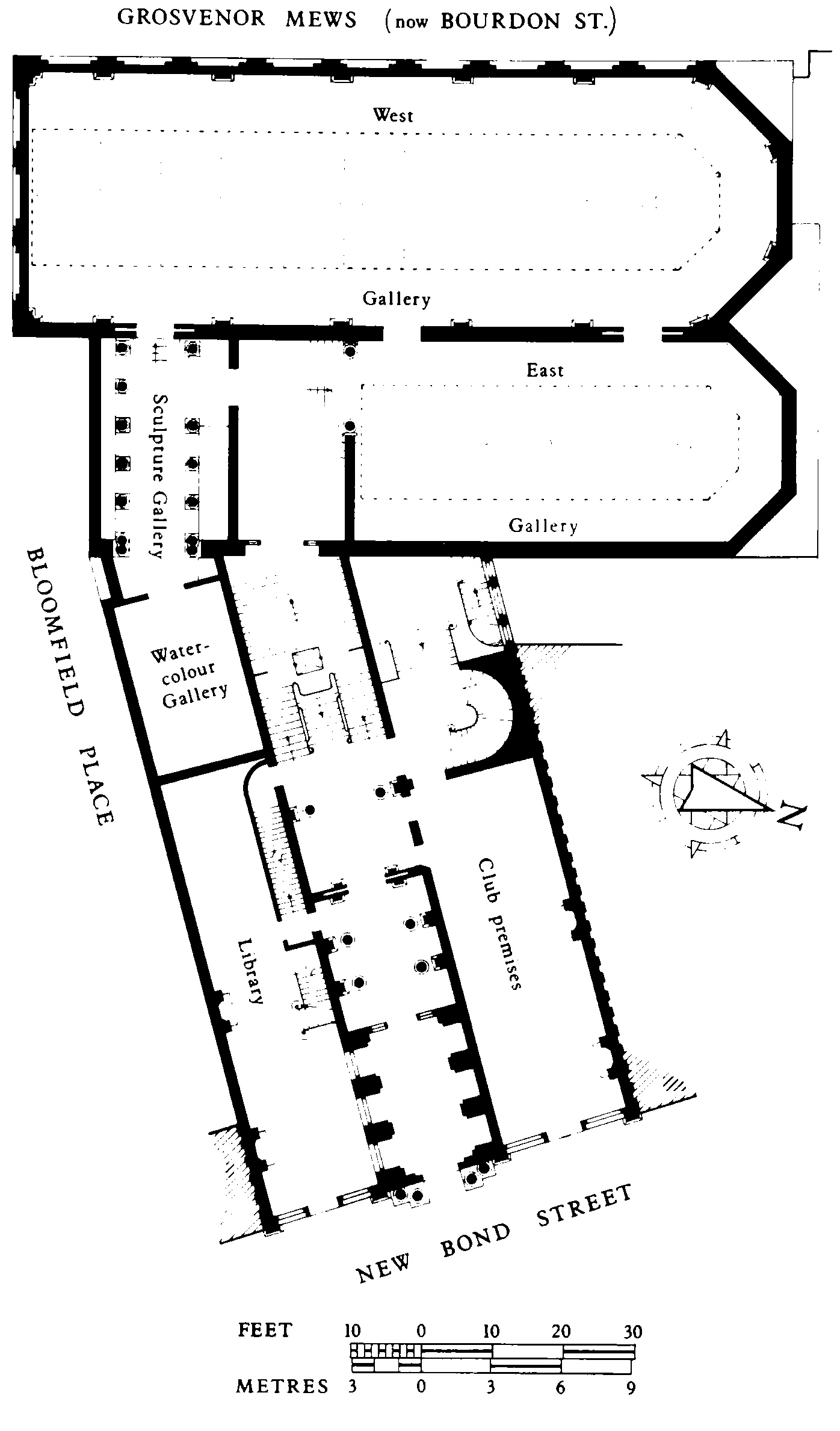
Поземний план галереї Гросвенор, 1899 р.
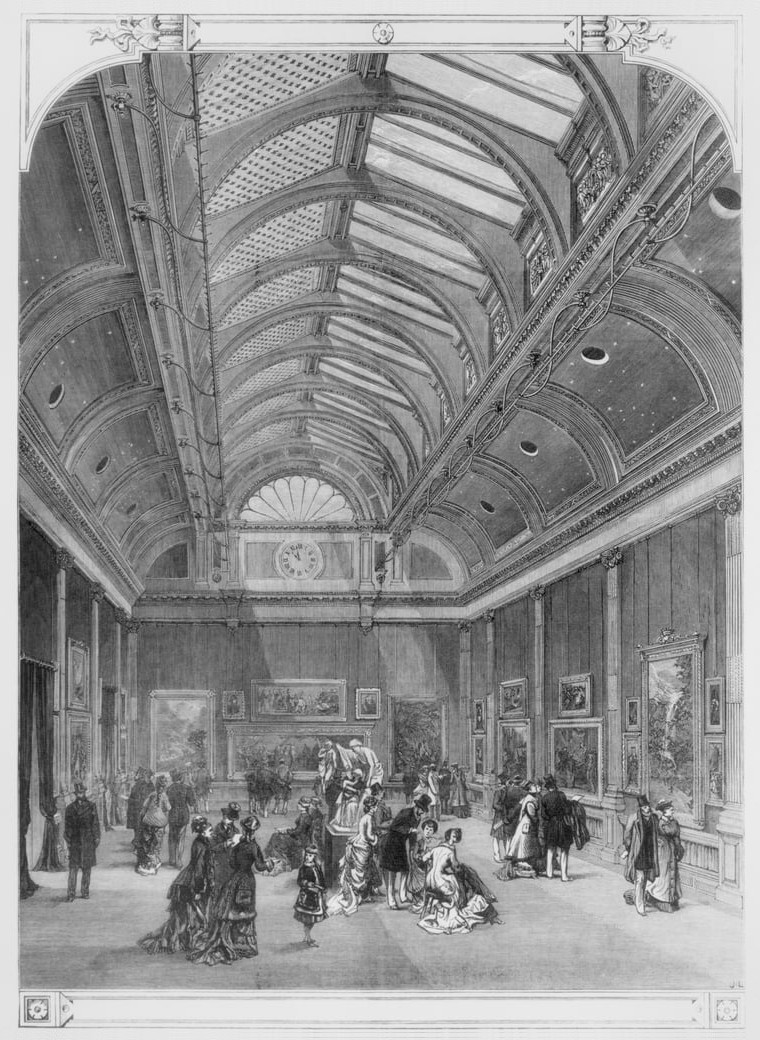
Так звана Західна галерея закладу. Малюнок з The Illustrated London News від 5 травня 1877 року.